# Ponta Alemã
A Ponta Alemã é uma formação geológica costeira de São Tomé e Príncipe, localizada na ilha de São Tomé, a Oeste da província de Lembá. Este acidente geológico localiza-se próxima à localidade de Santa Catarina e à Praia de Santa Catarina.